# Малий Ромен
Мали́й Роме́н (інша назва — Надра) — річка в Україні, в межах Конотопського району Сумської області. Права притока Ромена (басейн Дніпра).

## Опис
Довжина 22 км, похил річки — 0,68 м/км.  Площа басейну 95,1 км². Долина трапецієподібна, неглибока. Заплава двобічна, у верхній течії та в пригирловій частині заболочена. Річище слабозвивисте, в нижній течії випрямлене. Споруджено кілька ставків.

## Розташування
Малий Ромен бере початок на північний захід від с. Малого Самбора. Тече переважно на південний схід, у пригирловій частині — на південь. Впадає до Ромна на південь від села Великого Самбора. 
Над річкою розташовані села: Малий Самбір і Великий Самбір, а також околиці села Голінка. 